# Cadelbosco di Sopra

Cadelbosco di Sopra (Cadàlbosch en dialecte local) est une commune italienne de la province de Reggio d'Émilie, dans la région Émilie-Romagne en Italie. 

## Géographie
Situé dans la plaine du Pô à une altitude variant de 21 à 37 mètres (33 m devant la mairie), Cadelbosco di Sopra s’élève sur la rive droite du torrent Crostolo et à gauche d’un de ses affluents, à huit kilomètres au nord-ouest de Reggio d'Émilie. Le chef-lieu est traversé par la route nationale 63 (it) « de la passe de Cerreto » (en italien : Strada statale 63 del Valico del Cerreto), en direction, au nord, de Guastalla (18 km) et, en direction inverse, de Reggio d'Émilie et au-delà la Toscane. La route nationale 358 (it) « de Castelnovo » (Strada statale 358 di Castelnovo) a une de ses extrémités au sud de la commune, et dessert, au nord-ouest, Castelnovo di Sotto (6 km), puis Boretto (16 km).
 
À quelques kilomètres au sud-est de Cadelbosco di Sopra est implanté un échangeur, situé au nord de Reggio d'Émilie, permettant d'accéder à l'axe de communication majeur qu'est l'autoroute du soleil ou A1 (Autostrada del Sole). Cette dernière est ici parallèle à l'antique voie Émilienne, qui passe un peu plus au sud et par la ville de Reggio d'Émilie, et dont le tracé est largement repris par la contemporaine route nationale 9 (Strada statale 9 Via Emilia).
  
La commune est limitrophe de Guastalla au nord, Novellara et Bagnolo in Piano à l’est, Reggio d'Émilie au sud, Campegine, Castelnovo di Sotto et Gualtieri à l’ouest.

Les plus grandes villes voisines sont : 
- Bologne 66 km
- Milan 135 km
- Vérone 81 km
- Parme 22 km
- Bibbiano 15 km

## Histoire
L'origine du territoire communal actuel remonte à 900-950 environ, période à laquelle est fondé le village appelé Vico Zoaro. L'actuel nom de Cadelbosco dérive probablement du nom de Gherardo del Bosco, le  propriétaire du château érigé sur les terres en 1215.

Au cours de l’histoire, une série de calamités s'abattent sur le territoire ; dont l’épidémie de peste de 1630, et entre 1800 à 1830, une épidémie de typhus, un tremblement de terre et une grande inondation.

Entre 1919 et 1926, les terres de la commune à l’est du torrent Crostolo sont assainies et protégées des crues par les opérations de bonification entreprise par le consortium de bonification Parmigiana Moglia .

## Monuments et lieux d’intérêt
- église paroissiale de San Celestino à Cadelbosco di Sopra.
- église de la SS. Annunciata à Cadelbosco di Sotto.
- église des SS. Cipriano et Giustina à Villa Argine.
- église de San Bernardino à Villa Seta.

## Économie
La situation en plaine fertile de la commune l’oriente naturellement vers l’agriculture intensive (céréales et fruits) et l’élevage. Un tissu industriel s’est développé pour la transformation et la conservation des produits de la terre mais aussi axé vers le textile, la chimie, la petite mécanique, la fabrication de meubles et jouets, l’électronique et électrique.

## Fêtes et évènements
- Marché paysan, mensuel (produits locaux)
- Palio des ânes
- la Fête d’automne
- la festa del baccalà, début mars, fête gastronomique avec dégustation du baccalà (morue séchée-salée)
- Marché à la brocante en mars

### Cuisine
La tradition culinaire de Cadelbosco est influencée par la cuisine émilienne avec des plats typiques comme les tortelli di zucca (raviolis farcis à la purée de potiron), l'Erbazzone (ravioli farci aux herbes et fromages), "il gnocco". Les spécialités sous IGP, le Zampone et le Cotechino accompagné de flageolets ou de polenta. Le traditionnel fromage Parmigiano Reggiano et le vin Lambrusco.

## Administration
| Période                                  | Période  | Identité    | Étiquette     | Qualité |
| ---------------------------------------- | -------- | ----------- | ------------- | ------- |
| 10/06/2024                               | En cours | Marino Zani | Liste civique |         |
| Les données manquantes sont à compléter. |          |             |               |         |

### Hameaux
Les hameaux de la commune sont : Argine, Argine Vecchio, Basetti, Cadelbosco di Sotto, Cantone, La Madonnina, Ponte Forca, Quarti, Santa Vittoria, Seta, Stazione Bosco Sotto.

### Communes limitrophes
Bagnolo in Piano (6 km), Campegine (6 km), Castelnovo di Sotto (6 km), Gualtieri (16 km), Guastalla (18 km), Novellara (14 km)

## Population

### Évolution de la population en janvier de chaque année
| 1861  | 1901  | 1921  | 1951  | 1961  | 1971  | 1981  | 1991  | 2001  |
| ----- | ----- | ----- | ----- | ----- | ----- | ----- | ----- | ----- |
| 5 601 | 5 960 | 7 488 | 7 766 | 6 723 | 6 276 | 6 733 | 6 861 | 7 867 |

| 2011   | - | - | - | - | - | - | - | - |
| ------ | - | - | - | - | - | - | - | - |
| 10 409 | - | - | - | - | - | - | - | - |

### Ethnies et minorités étrangères
Selon les données de l'Institut national de statistique (ISTAT) au 31 décembre 2019, la population étrangère résidente et déclarée était de 1 197 personnes, soit 11,1 % de la population résidente.

Les nationalités majoritairement représentatives étaient :
| Pos. | Pays     | Population |
| ---- | -------- | ---------- |
| 1    | Roumanie | 186        |
| 2    | Chine    | 135        |
| 3    | Inde     | 131        |
| 4    | Moldavie | 118        |

## Sources
- (it) Cet article est partiellement ou en totalité issu de l’article de Wikipédia en italien intitulé « Cadelbosco di Sopra » (voir la liste des auteurs) le 07/12/2012.

## Note
1. ↑  (it) Popolazione residente e bilancio demografico mensile sur le site de l'ISTAT.
2. ↑  Gastronomia - Comune di Cadelbosco